# Hilin, Dubrovîțea
Hilin (în ucraineană Хілін) este un sat în comuna Vîsoțk din raionul Dubrovîțea, regiunea Rivne, Ucraina.

## Demografie
Componența lingvistică a localității Hilin
     Ucraineană (100%)
Conform recensământului din 2001, toată populația localității Hilin era vorbitoare de ucraineană (100%).